# Bubble and squeak

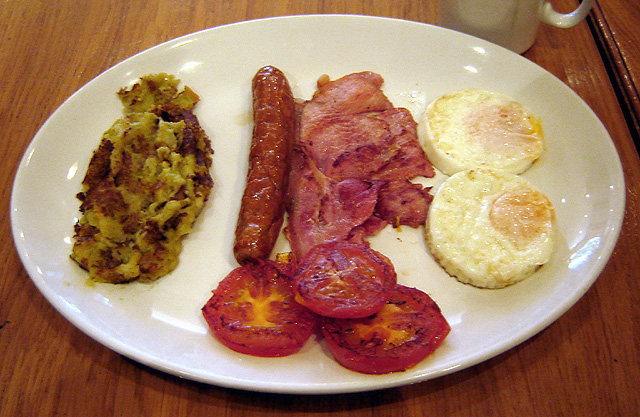
Mała porcja bubble and squeak (z lewej) jako część tradycyjnego angielskiego śniadania (full English breakfast)

Bubble and squeak – brytyjskie danie przyrządzane z podsmażonych resztek z Sunday roast (tradycyjnej pieczeni, spożywanej zazwyczaj na niedzielny obiad).
Podstawowymi składnikami bubble and squeak są ziemniaki oraz kapusta, choć często dodawane są też inne warzywa, takie jak marchew, groszek czy brukselka. Czasami jako składnika używa się również mięsa. Krojone warzywa (i mięso, jeżeli jest użyte) smaży się na patelni razem z tłuczonymi ziemniakami, aż całość się zarumieni. Danie najczęściej serwuje się razem z podawanym na chłodno mięsem (również pozostałym z Sunday roast; najczęściej wołowiną), jajkiem (sadzonym lub w postaci jajecznicy) bądź ze smażonym bekonem.
Nazwa dania pochodzi od dźwięków powstających podczas gotowania (to bubble – bulgotać, to squeak – piszczeć, kwiczeć). Czasami danie nazywane jest też bubble and scrape (to scrape – skrobać).
Bubble and squeak było popularnym daniem podczas II wojny światowej, gdy większość artykułów spożywczych była poddana reglamentacji.